# Пелакі
Пелакі (пол. Pielaki) — село в Польщі, у гміні Ухані Грубешівського повіту Люблінського воєводства.
Населення — 110 осіб (2011).
У 1975—1998 роках село належало до Замойського воєводства.

## Демографія
Демографічна структура станом на 31 березня 2011 року:
|          | Загалом | Допрацездатний вік | Працездатний вік | Постпрацездатний вік |
| -------- | ------- | ------------------ | ---------------- | -------------------- |
| Чоловіки | 61      | 12                 | 40               | 9                    |
| Жінки    | 49      | 9                  | 30               | 10                   |
| Разом    | 110     | 21                 | 70               | 19                   |